# Gymnocypris chui
Gymnocypris chui är en fiskart som beskrevs av Tchang, Yueh och Hwang, 1964. Gymnocypris chui ingår i släktet Gymnocypris och familjen karpfiskar. IUCN kategoriserar arten globalt som otillräckligt studerad. Inga underarter finns listade i Catalogue of Life.